# Selve Marcone
Pour les articles homonymes, voir Selve et Marcone.
Selve Marcone  est une ancienne commune italienne, hameau (ou frazione) de la commune de Pettinengo, de la province de Biella dans le Piémont, située dans le nord de l'Italie.

## Administration
| Période                                  | Période | Identité | Étiquette | Qualité |
| ---------------------------------------- | ------- | -------- | --------- | ------- |
|                                          |         |          |           |         |
| Les données manquantes sont à compléter. |         |          |           |         |

### Hameaux
Rosa, Burzano, Rossi

### Communes limitrophes
Andorno Micca, Callabiana, Pettinengo, Piedicavallo, Rassa, Tavigliano